# Ibis (hotel)
De Europese hotelketen ibis is een dochteronderneming van het Franse AccorHotels. In vergelijking met bijvoorbeeld de hotelF1-keten bevindt ibis zich in een hoger segment. De kamers beschikken over een eigen toilet en douche. Er zijn begin 2015 reeds 1012 ibis-hotels wereldwijd. Het hotel biedt een ontbijt en persoonlijke service dag en nacht.
Om de samenhang tussen de All Seasons, Etap en ibis hotelketens als budgetketens te versterken, besliste Accor in 2011 All Seasons te hernoemen naar ibis Styles en Etap naar ibis Budget.

## Locaties

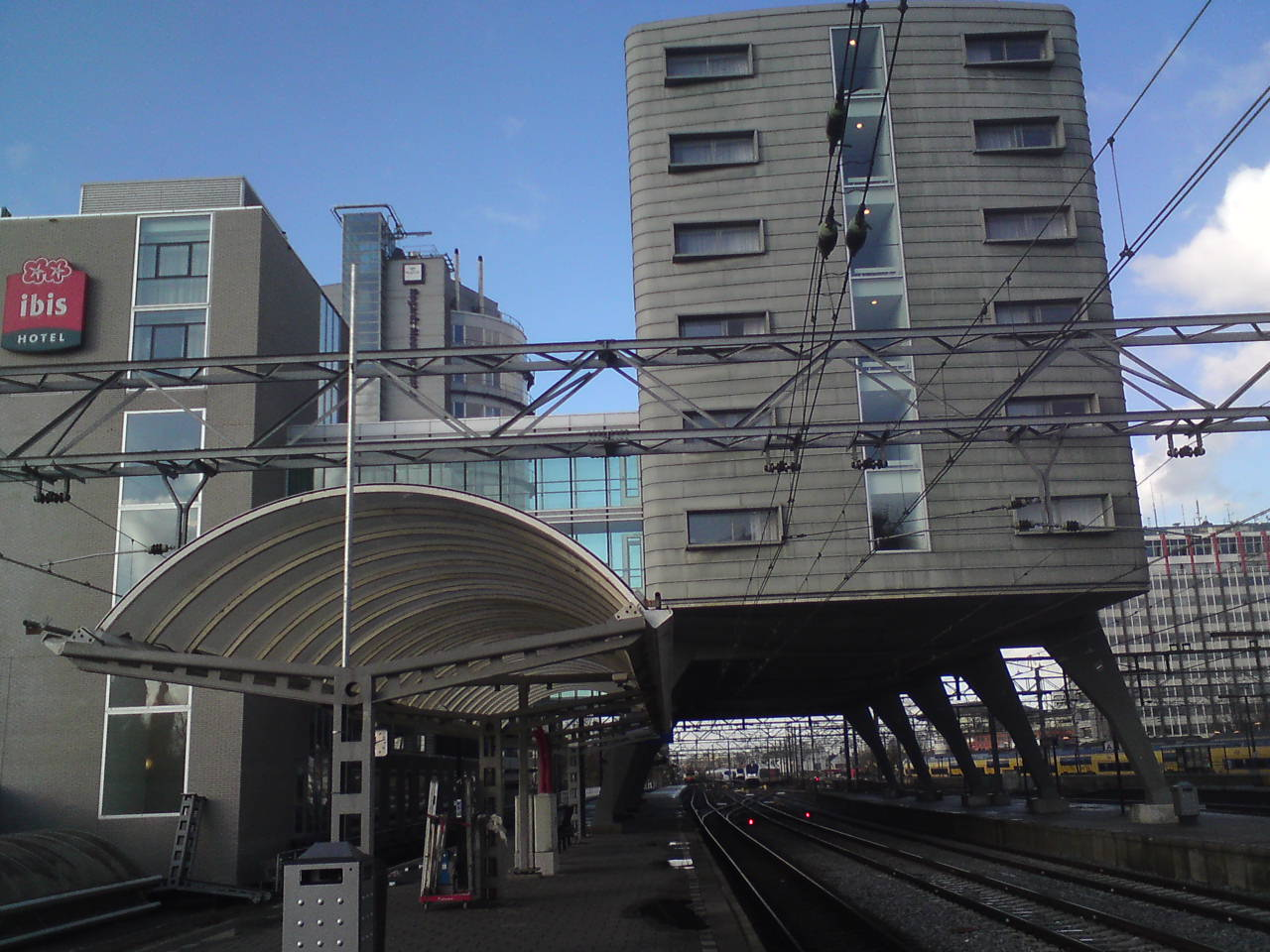
Hotel Ibis, boven de sporen 1 tot en met 4 op Amsterdam Centraal Station.

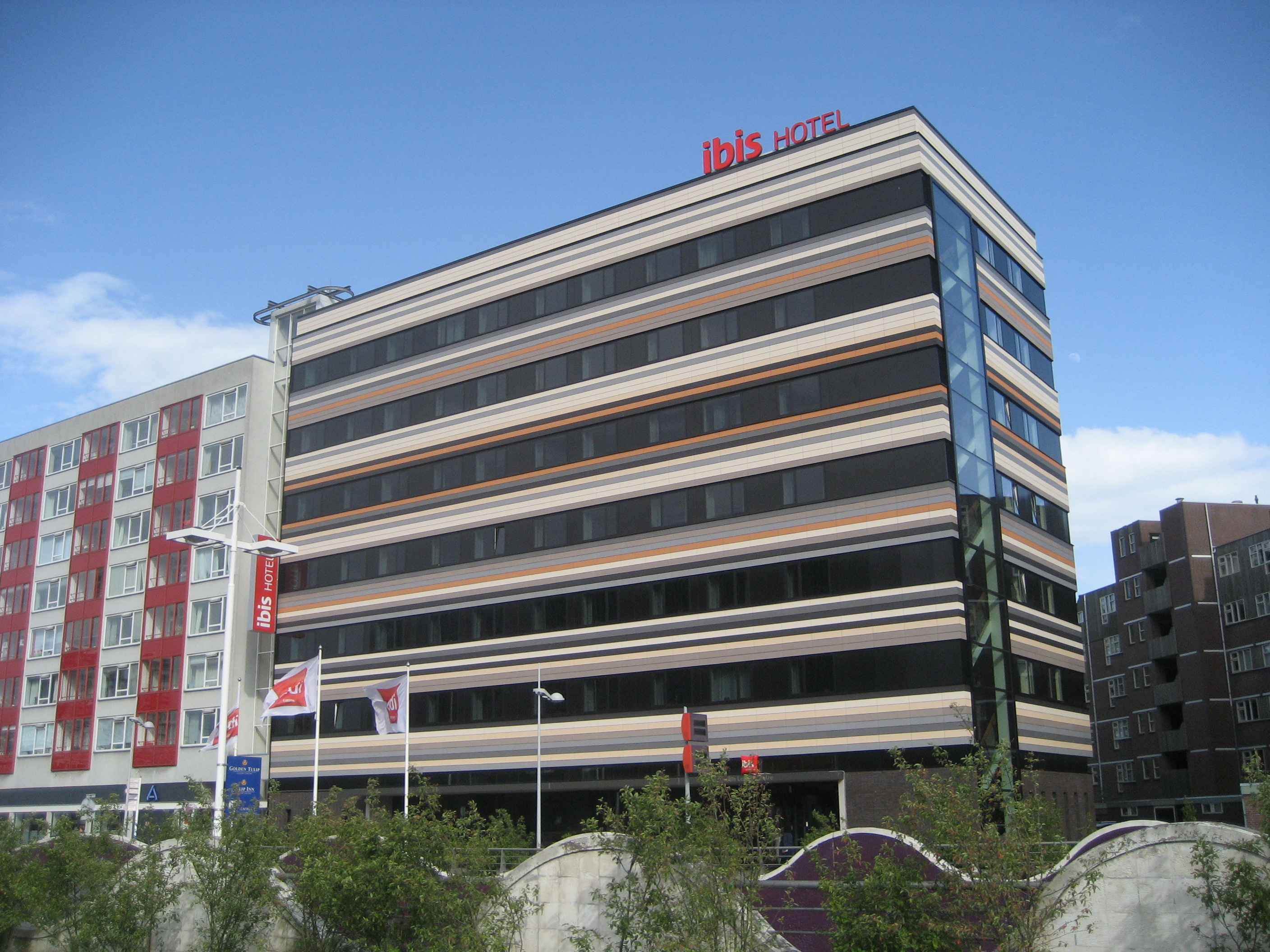
Hotel Ibis Leiden

Ibis-hotels zijn te vinden in Europa, Afrika, Australië, het Midden-Oosten, Azië, Zuid-Amerika
Het ibis-hotel in Amsterdam heeft een uitbouw gekregen boven de sporen 1 tot en met 4 van Amsterdam Centraal Station. Deze uitbouw staat daar op stalen pijlers die op het perron rusten tussen spoor 4 en 5.

## Hotelkamer
De kamers zijn geschikt voor twee personen en eventueel een kind. Ze zijn voorzien van tv, eigen toilet en douche of bad. Een groot vernieuwingsprogramma is in uitvoering die de kamers opwaardeert naar toilet en bad.
Elke kamer heeft een dubbel bed of twin-bed, tv, telefoon en (draadloze) internetaansluiting.

## Faciliteiten
Elk hotel heeft bar- en restaurantfaciliteiten, ontbijt en snacks. De keten adverteert met milieubewuste bedrijfsvoering.